# Sankt Magdalena am Lemberg
Sankt Magdalena am Lemberg là một đô thị thuộc huyện Hartberg thuộc bang Steiermark, nước Áo. Đô thị Sankt Magdalena am Lemberg có diện tích 11,7 km², dân số thời điểm cuối năm 2005 là 1129 người.